# Buick Riviera Classic 1980
Il Buick Riviera Classic 1980 è stato un torneo di tennis giocato sul cemento indoor. È stata la 1ª edizione del torneo, che fa parte del WTA Tour 1980. Si è giocato a Las Vegas negli USA dal 15 al 21 settembre 1980.

## Campionesse

### Singolare
Andrea Jaeger ha battuto in finale  Hana Mandlíková con il punteggio di 7–5, 4–6, 6–3

### Doppio
Kathy Jordan /  Anne Smith hanno battuto in finale  Martina Navrátilová /  Betty Stöve con il punteggio di 2–6, 6–4, 6–3